# Burg Aufhofen (Stetten unter Holstein)
Die Burg Aufhofen ist eine unbekannte abgegangene Turmhügelburg (Motte), unmittelbar nördlich des Friedhofes von Stetten unter Holstein am Talrand der Lauchert in der Gemeinde Burladingen im Zollernalbkreis in Baden-Württemberg.

## Geschichte

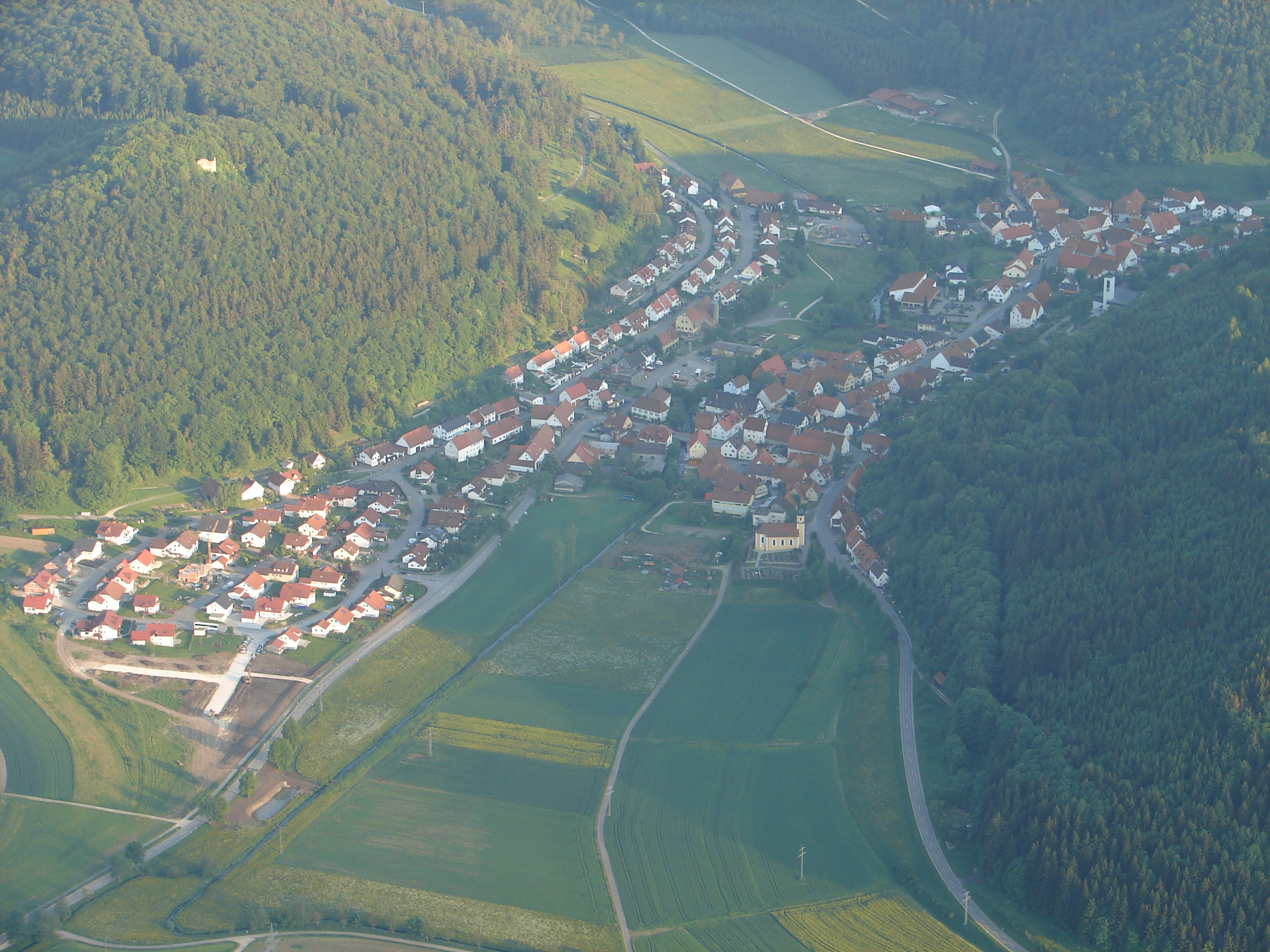
Die Burg lag unmittelbar unterhalb der Kirche und des Friedhofes auf dem Wiesengelände, links am Berg die Burgruine Hölnstein.

Über diese kleine Burganlage sind bis heute keine urkundlichen Nachweise bekannt, es ist unbekannt, wer sie erbauen ließ, wer auf ihr saß oder warum sie nicht mehr existiert. Einen Beleg für den Namen Burg Aufhofen gibt es nicht, er ist lediglich darauf zurückzuführen, dass sich die Anlage im Stettener Ortsteil Aufhofen befindet. Vermutlich war sie der ursprüngliche Sitz der im 11. Jahrhundert genannten Ministerialenfamilie von Hölnstein, die mit Adilbert und Ogger von Hölnstein erstmals in Erscheinung treten. Sie waren verwandt mit den von Melchingen und den Herren von Lichtenstein. Später saßen sie dann auf der Höhenburg Hölnstein, die erst während des 13. Jahrhunderts entstand.

## Beschreibung
Die Niederungsburg neben dem Friedhof zeigt heute nur noch den rechteckigen, etwa neun mal sechs Meter messenden Turmhügel, der nur noch etwa 1,50 Meter über das Wiesengelände aufsteigt. Umgeben ist er von einem einen Meter tiefen Graben mit einem, von außen gerechnet, noch 0,4 Meter hohen Außenwall, von dem aber nur noch der Nord- und Ostteil erhalten sind.

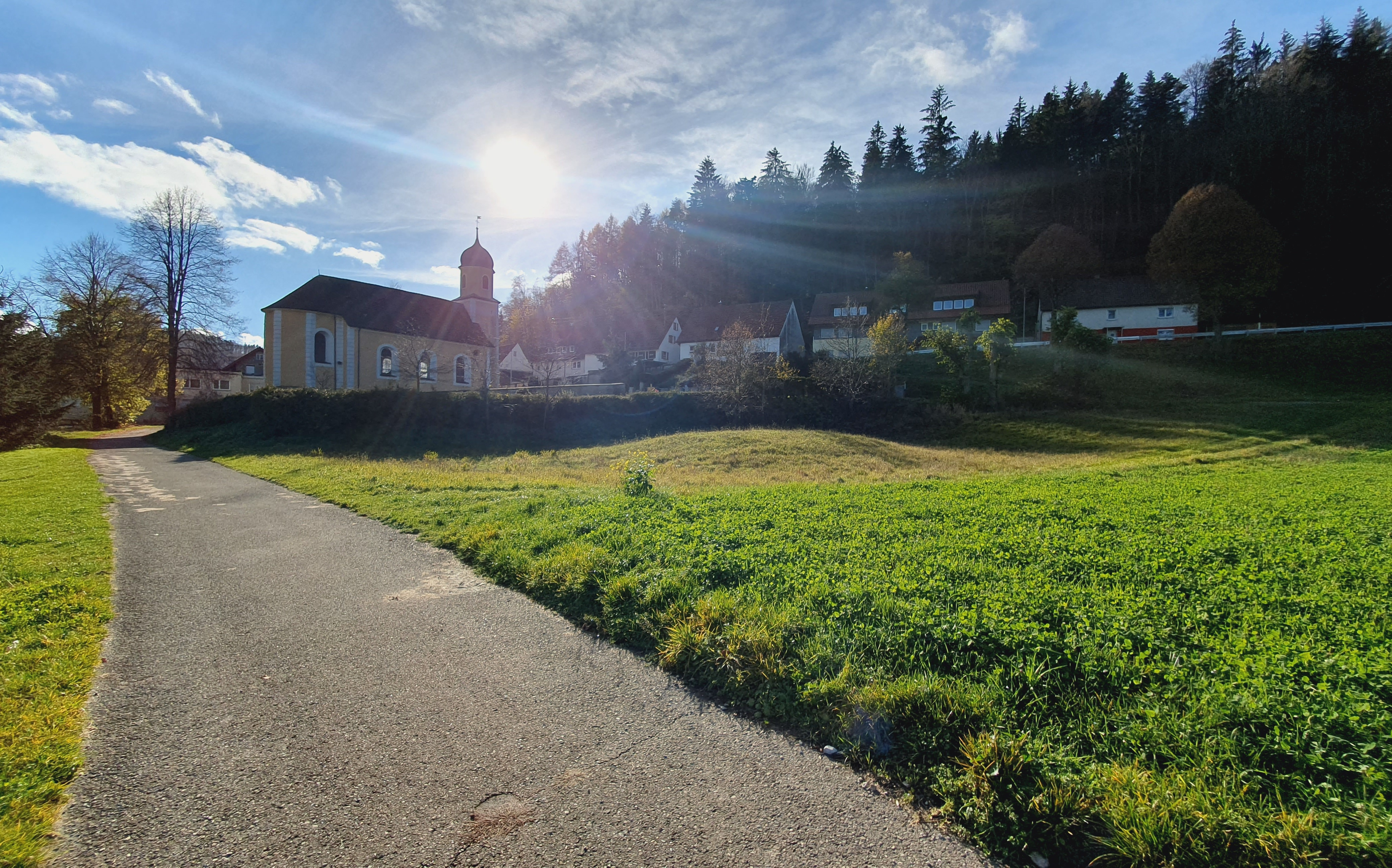
Der schwache Burghügel des Burgstalles direkt am Rand des heutigen Friedhofes
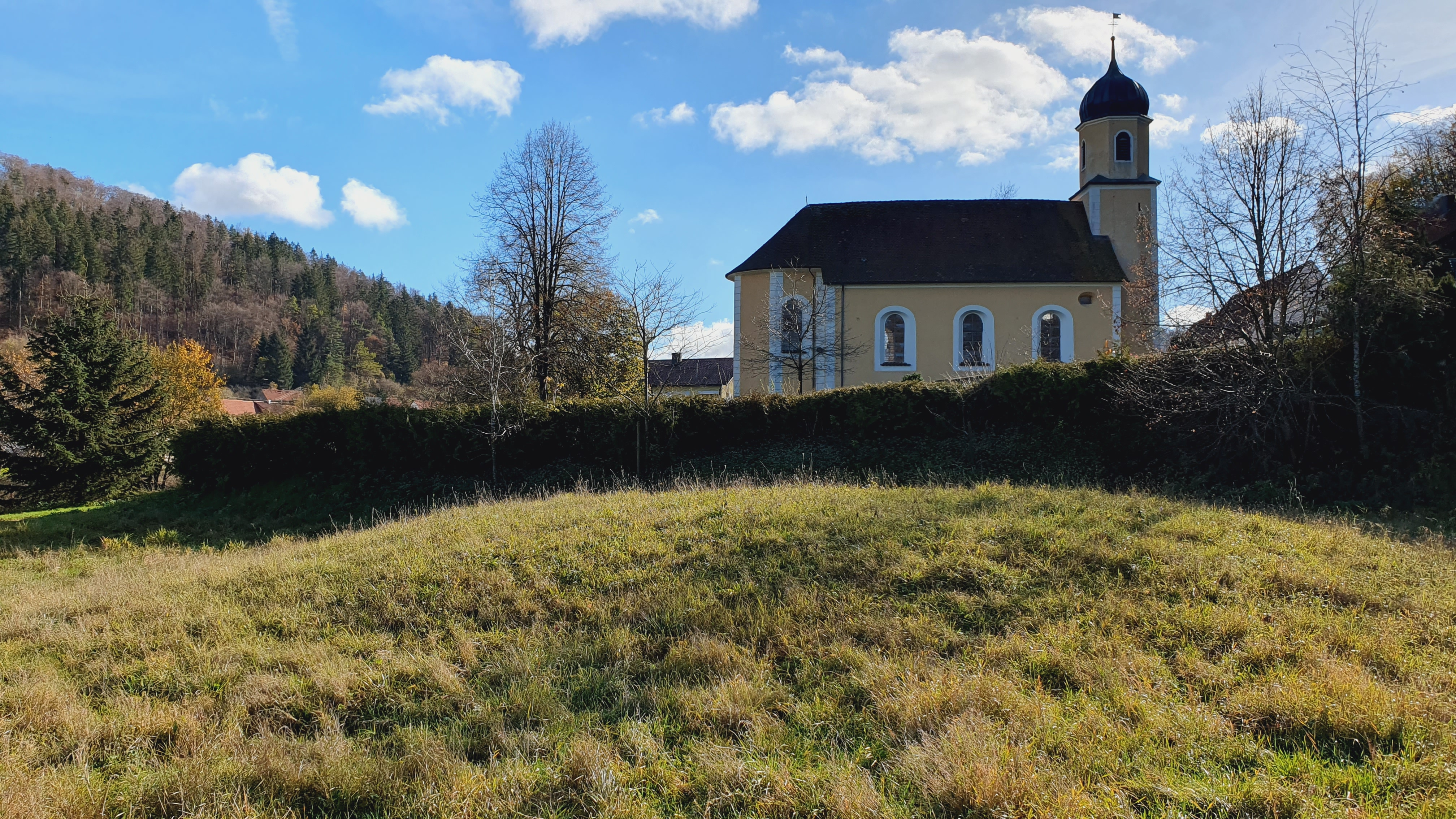
Nahaufnahme, ein Graben ist kaum sichtbar
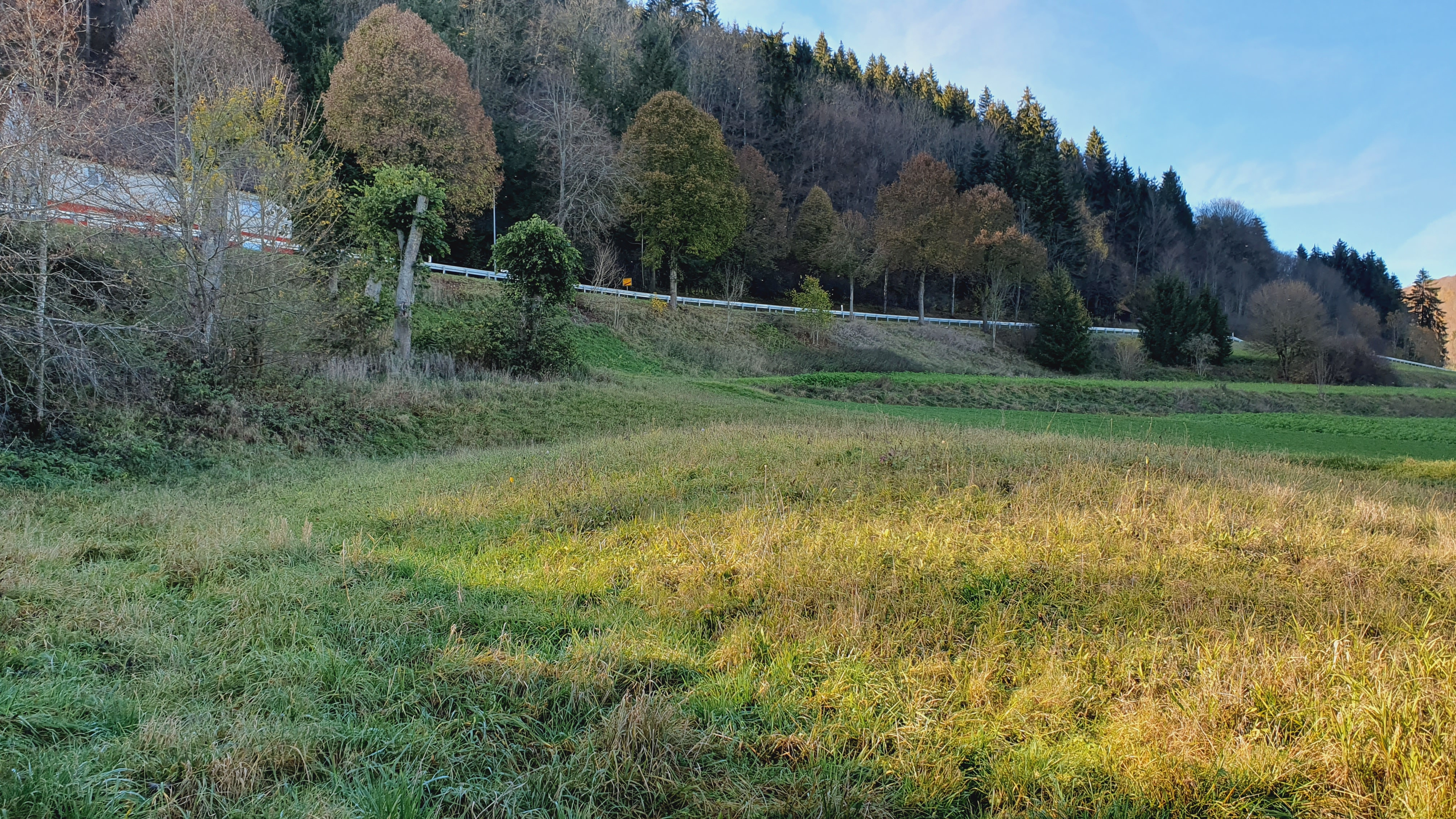
Die Burgstelle vom Weg aus Richtung Osten fotografiert